# 濟公 (2007年電視劇)
《濟公》全劇297集，是民視於2007年6月6日到2008年7月25日期間播出的七點半檔連續劇，由於上檔之後收視成績頗佳，所以民視於2007年6月20日起，提早到晚間六點半搶先播出，濟公因而被晚間7:00~7:30的「民視七點晚間新聞」在中間隔開成為兩個部分，6:30~7:00為Part I，7:30~8:00為Part II。

## 播出時間
- 每週一至週五19:30~20:00首播

## 演员陣容

### 主要角色
| 演员                          | 角色   | 昵称/关系/剧情 |
| 火化前：李政穎 火化後：龙劭华 | 济公   | 俗名李修缘，本是天界降龙尊者应劫下凡，身着九个补丁的破僧衣，僧鞋，头戴佛帽，手持一把破蒲扇，腰间系着一个葫芦，行事风趣，出人意料之外，言词诙谐幽默，是个很生活化的传奇人物 |
| 高宇蓁                        | 刘玉莲 | 玉莲 李修缘出家前之妻 刘千户之女 江琼雨同父异母之妹 郑清风之师姐 柳明月之友 - 前身蓮花仙子在天界與降龍尊者互有愛意，後被打落凡間轉世投胎劉千戶之女 - 從父習得一身武藝，深愛濟公，個性刁鑽，備受情字所困 - 於第六單元中因遭牛精奪取靈體導致精神錯亂、後被靈山老母治好導致失憶 - 于济公将灵体归体而恢复记忆、后得知自己的前世跟修缘有关而看破跟修缘无缘决定去道观带发修行 - 於第234集因蓮花護體被威靈天君吃掉而性命垂危、後跟修緣、廣亮、道明交代遺言就去世 - 於去世後跟隨觀音身邊修行 |
| 高宇蓁                        | 楊天嬌 | 天嬌 靈山老母之徒弟 失憶的劉玉蓮 |
| 傅子纯                        | 郑清风 | 清风 柳明月之夫 刘玉莲之师弟 安国良之前师兄 郑元吉之子 柳俊宏、洪瑞梅之女婿 - 因其父郑元吉奉令镇守边关抗金时被同僚萧正钢诬陷通敌叛国而家破人亡 - 故其遵守亡母遗训，一心要想查明当年真相替父报仇洗刷冤屈 - 于第82集跟明月去京城明月父母、于第129集跟明月回来、于第166集跟明月回京城定居 |
| 叶家妤                        | 柳明月 | 明月 郑清风之妻 萧应龙之前女友 柳俊宏、洪瑞梅之女 郑元吉之媳妇 刘玉莲之友 - 于第82集跟清风去京城探望自己的父母、于第129集跟清风回来、于第166集跟清风回京城定居 |
| 丁力祺                        | 李阿福 | 阿福 本是济公未出家前的书僮阿福，一心忠于济公俗世父亲李茂春的交代，发誓要一辈子追随济公的忠仆 于济公为避免自己卷入灾难而被济公赶回家乡 |

### 單元系列
- 第一單元：羅漢應世（第1～5集，共5集，2007年6月6日～2007年6月12日晚間7:30~8:00首播）
- 李政穎 飾 李修緣
- 蘇炳憲 飾 楊　戩
- 吳炎棟 飾 李茂春
- 黃建群 飾 劉千戶
- 蕭　惠 飾 李　妻
- 吳世揚 飾 阿　貴

- 第二單元：濟公得道（第6集～第15集，共10集，2007年6月13日～2007年6月26日晚間7:30～8:00首播）
第三單元：濟公搶親（第16集～第26集，共11集，2007年6月27日～2007年7月11日晚間7:30～8:00首播）
- 劉瑞琪 飾 觀　音
- 安定亞 飾 蕭應龍
- 劉尚謙 飾 蕭　顯
- 郭人豪 飾 陳俊炮
- 洪瑞霞 飾 洪瑞梅
- 鄭英雄 飾 黃　霸
- 林照雄 飾 柳天宏
- 趙　舜 飾 黃金萬

- 第四單元：濟公懲刁商（第27集～第37集，共11集，2007年7月12日～2007年7月26日晚間7:30～8:00首播）
- 林千鈺 飾 祝天鳳/祝天虎
- 游耀光 飾 黃千里

- 第五單元：濟公笑紅塵（第38集～第63集，共26集，2007年7月27日～2007年8月31日晚間7:30～8:00首播）
- 聶秉賢 飾 大寶法王
- 陳顯政 飾 方寶源
- 耿慧珠 飾 李蕊珠
- 張瑞涵 飾 王秋華
- 朱國宏 飾 周　喜

- 第六單元：靈貓赤子情（第64集～第82集，共19集，2007年9月3日～2007年9月27日晚間7:30～8:00首播）
- 廖家儀 飾 黑貓精
- 王　燦 飾 王來富/白狗精
- 蔡佳宏 飾 廖浣紗
- 張佑鳴 飾 李文泰
- 許育菱 飾 李寶惜
- 陳智楷 飾 李寶明

- 第七單元：報恩田（第83集～第128集，共46集，2007年9月28日～2007年11月30日晚間7:30～8:00首播）
- 宋逸民 飾 黎　田
- 成　潤 飾 牛　精/沈俊義
- 慕鈺華 飾 王月華
- 楊凱琪 飾 靈山老母
- 張文進 飾 趙　善

- 第八單元：少年英雄（第129集～第166集，共38集，2007年12月3日～2008年1月23日晚間7:30～8:00首播）
- 何奕東 飾 安國良
- 楊仲恩 飾 葉耀武
- 羅巧倫 飾 江阿雀
- 蕭雅軒 飾 金天氏
- 紀來和 飾 葉文彪
- 陳武雄 飾 陳阿善
- 方茂煜 飾 安金水
- 林衣倩 飾 瓊衣仙子
- 曾　晴 飾 周桂花

- 第九單元：土地公娶親（第167集～第197集，共31集，2008年1月24日～2008年3月7日晚間7:30～8:00首播，2008年2月6日當晚為除夕夜，所以暫停一次）
- 劉香慈 飾 林慧芳/荷花仙子
- 康　龍 飾 城隍爺
- 車冠成 飾 王銘生/松樹大仙
- 官家宇 飾 張富貴
- 盧　彪 飾 林信義
- 林佩君 飾 甄玉紅
- 四　方 飾 方世財
- 季韋彬 飾 朱葫蘆/王葫蘆
- 高明偉 飾 朱勝武
- 林耀坤 飾 牛　頭

- 第十單元：濟公鬥蛇王（第198集～第234集，共37集，2008年3月10日～2008年4月29日晚間7:30～8:00首播）
- 吳皓昇 飾 張少風
- 成　潤 飾 善　財
- 劉沛緹 飾 江瓊雨
- 廖家儀 飾 龍　女
- 林文鈞 飾 劉天君/威靈天君
- 蘇晏霈 飾 黃金花
- 張鈺玉 飾 秦南德
- 黃建群 飾 劉千戶
- 張　龍 飾 黃志勇
- 何曼寧 飾 江瓊鳳
- 周又珈 飾 黃玉桂
- 張富貴 飾 丁　六

- 第十一單元：我一定要成仙（第235集～第254集，共20集，2008年4月30日～2008年5月27日晚間7:30～8:00首播）
- 何豪傑 飾 楊文功/一清道長
- 徐　可 飾 林慧茹
- 唐　川 飾 林守財
- 劉美玲 飾 陳滿嬌

- 第十二單元：廣亮还俗（第255集～第273集，共19集，2008年5月28日～2008年6月23日晚間7:30～8:00首播）
- 兵家綺 飾 石美娘
- 林子瑄 飾 張玉環
- 游耀光 飾 林德昌/廖進財
- 陳瓊美 飾 陳鳳陽
- 蘇晏霈 飾 菊　仙

- 第十三單元：魔童尋母（第274集～第297集，共24集，2008年6月24日～2008年7月25日晚間7:30～8:00首播）
- 林千鈺 飾 何金花
- 王欣逸 飾 何博吉
- 陳若萍 飾 玉羅剎
- 張煥麟 飾 秦　勇

### 其他單元角色
- 陳嘉君 飾 陳小青
- 米　漿 飾 道　明
- 鄭平君 飾 李建仁
- 胡鴻達 飾 張甘樂/廣　亮
- 陳子強 飾 伏　虎
- 洪　流 飾 慧　遠
- 尤瀧樹 飾 閻羅王
- 陳博正 飾 張福德
- 郭正倫 飾 黑無常
- 李東龍 飾 白無常
- 高欣欣 飾 土地婆
- 嚴常銘 飾 李大福

## 主題曲
片頭曲
1. 歡喜做陣來
主唱：陳中
2. 甘願愛你是錯誤
主唱：陳中/邱芸子
3. 世界第一名
主唱：林俊吉
4. 堅強女人花
主唱：洪百慧
5. 傷
主唱：向蕙玲

片尾曲
1. 漂浪一生
主唱：方瑞娥
2. 心愛再會啦
主唱：張蓉蓉
3. 問世間
主唱：高向鵬、張蓉蓉
4. 夢中仙
主唱：張蓉蓉
5. 青春花在開
主唱：蔡小虎

## 外部連結
- 民視《濟公》官方網站 （页面存档备份，存于）
- YouTube上的《濟公》播放列表